# Groapa Vlădichii, Suceava
Groapa Vlădichii este un sat în comuna Moara din județul Suceava, Bucovina, România.

## Legături externe
- Satul fantomă din județul Suceava - cum a ajuns să nu mai aibă niciun locuitor

 Acest articol despre o localitate din județul Suceava este deocamdată un ciot. Puteți ajuta Wikipedia prin completarea lui.